# Eleven Arrows Football Club
Maillots
Actualités
Eleven Arrows Football Club est un club de football namibien créé en 1961 à Walvis Bay. Il évolue dans le championnat de Namibie de football.

## Histoire
Le club de Eleven Arrows est fondé à Walvis Bay en 1961.
C'est l'un des clubs fondateurs du championnat national, créé en 1991 et c'est le premier à avoir inscrit son nom au palmarès de l'épreuve puisqu'il est sacré lors de l'édition inaugurale. Il a également remporté une fois la Coupe de Namibie, en 2011, deux ans après un premier échec en finale.
Ces succès ont permis à la formation de Walvis Bay de participer à une compétition continentale : la Coupe des clubs champions africains 1992. Il est éliminé dès le tour préliminaire par la formation lesothane d'Arsenal Maseru.
Les internationaux namibiens Rudolf Bester et Eliphas Shivute ont porté les couleurs du club.

## Palmarès
- Championnat de Namibie (1)
  - Vainqueur en 1991

- Coupe de Namibie (1)
  - Vainqueur en 2011
  - Finaliste en 2009